# Lupton
Lupton är en by och en civil parish i  Cumbria, England. Orten har 165 invånare (2001). Ortens kyrka, Church of All Saints, uppfördes 1867.